# 삼복의 옥
삼복의 옥(三福-獄)은 조선 숙종때의 정승 허적(許積)의 서자 허견이 종실 복창군(福昌君), 복선군(福善君), 복평군(福平君)의 3형제와 역모를 꾸민다고 고변하면서 발생한 사건이다. 이 사건으로 허견과 허적이 사사되고, 허견과 직접 관련이 없는 윤휴가 사사당했으며, 허목 역시 죄인으로 몰려 파직, 문외출송당했다.
삼복의 옥은 연이어 터질 경신환국의 전조가 되었고, 외척 김석주와 김익훈은 이를 계기로 서인과 손잡고, 남인을 일망타진할 계략을 꾸민다. 이 사건으로 남인은 몰락했으나 9년 뒤 기사환국으로 복권한다.

## 허적의 유악 유용

허견의 아버지 허적

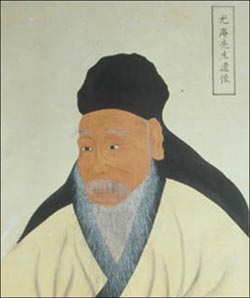
송시열

제2차 예송논쟁에서 승리하고 남인이 정권을 잡았다. 왕실의 전례문제인 복상문제는 송시열을 죽이자는 의견으로 흘러갔고, 이 과정에서 서인 역시 남인을 죽이려 하였다. 남인은 폐지된 도체찰사를 부활시키면서까지 군권의 중요직을 접수하여 만일의 사태를 대비했다. 도체찰사는 외방 8도의 모든 군사력을 통제하는 직제로서 영의정이 겸임하도록 되어있었기 때문에 영의정이었던 허적이 군권까지 장악한 상태였다. 그 외에도 훈련대장 등 모든 군 요직은 남인이 잡고 있었다.
군권을 남인이 장악한 것에 긴장한 숙종은 부체찰사직으로 자신의 외숙인 김석주를 천거했다. 남인은 김석주가 서인인 점 때문에 임명을 반대하였지만 이것은 숙종의 의지대로 서인인 김석주가 맡게 되었다. 남인 내에서 일부 반발 무마 세력이 있었는데, 이는 남인 내 온건파인 허적이 김석주의 일족이란 점도 일부 작용했다.
그러나 이 무렵 병판(兵判) 김석주(金錫胄), 숙종의 장인인 광성부원군(光城府院君) 김만기(金萬基)를 남인에서 독주로 죽일 것이요, 허적의 서자(庶子) 견(堅)은 무사를 매복시킨다는 유언비어가 퍼졌다.
1680년 3월 숙종은 당시 남인의 영수이며 영의정인 허적의 조부 허잠에게 시호를 내린다. 허적의 집에 그의 조부 허잠을 위한 연시연(시호를 받은 데 대한 잔치)이 있었다. 이날 아침 허적의 집에 잔치상을 차릴 때 닭이 한마리 날아들어 상 또는 유리 잔이 깨지는 일이 있었다. 허적 등은 이를 불길한 징조로 여겼다.
허잠의 연시연에 서인에서는 김석주는 핑계를 대고 불참하고 김만기, 김익훈, 신여철(申汝哲) 등 소수만 참석하였다. 그런데 그 날 비가 오자 허적은 궁중에서 쓰는 용봉차일(龍鳳遮日)이라 하는 기름을 칠하여 물이 새지 않도록 만든 천막을 왕이나 궁궐의 허락 없이 가져갔다. 숙종은 비가 오자 용봉차일을 허적에게 보내려고 명하였으나 허적이 가져간 사실을 확인하고 분노한다.
숙종은 노하여 허적의 집을 염탐하게 하였는데 남인은 다 모였으나 서인은 김만기, 김익훈, 신여철 등 몇 사람뿐이었다. 이에 노한 숙종은 철원에 귀양갔던 김수항을 불러 영의정으로 임명하고, 조정의 요직을 모두 서인으로 바꾸는 한편, 이조판서 이원정의 관작을 삭탈하여 문 밖으로 내쫓으라고 하였다. 이후 삼정승은 영의정에 김수항, 좌의정에 정지화, 우의정에 민정중이 임명되면서 모두 서인으로 바뀌었고 이조판서에 정재숭, 호조판서에 민유중, 예조판서에 홍처량, 병조판서에 김석주, 형조판서에 박신규, 공조판서에 이정영이 임명되면서 모두 서인으로 바뀌었다.

## 경과
설상가상으로 허적의 서자인 허견이 인조의 손자이며 인평대군의 아들들인 복창군, 복선군 그리고 복평군의 삼형제와 함께 역모를 도모했다는 소위 ‘삼복의 변'이 적발되었다.
그 내용은 허견이 복선군을 보고 “주상께서 몸이 약하고, 형제도 아들도 없는데 만일 불행한 일이 생기는 날에는 대감이 왕위를 이을 후계자가 될 것이오. 이때 만일 서인들이 임성군을 추대한다면 대감을 위해서 병력으로 뒷받침하겠소" 하였으나 복선군은 아무 말도 없더라는 것이었다.
이들은 모두 잡혀와 고문 끝에 처형되었고 허견과 복선군 등은 귀양을 갔다가 다시 잡혀와 죽었다. 아들 허견이 역모사건으로 죽은 지 얼마 후 그 아버지인 허적 역시 안전할 수 없었다. 허적은 역모와 특별히 관련된 흔적은 없어 이 사건과는 무관하다는 상소가 올라오긴 했지만 이미 서인들의 목표물이 된 허적은 부자연좌율에 따라 삭직되어 쫓겨났는데 그나마 죽음을 면할 수 있었던 것은 그가 고명대신이기 때문이었다.
그러나 그 후 허견의 결탁사건이 재조사되면서 결국 그도 사사된다. 그는 마침내 백성으로 강등되어 저리로 돌아가라는 명을 받은 지 채 한 달도 되지 않아 5월 5일에 사사하라는 명을 받았으며 5월 11일 사약을 받고 전격 처형되었다.

## 영향

허목

온건파인 허적이 억울하게 죽음을 당하자 강경파로 송시열과 치열하게 맞섰던 윤휴와 허목에게도 화살이 돌아갔다. 또한 허적 등과 같은 당이라는 이유로 남인들은 요직에서 해임, 파면, 유배되어 경신환국으로 이어진다.
서인들의 화살은 윤휴와 허목에게도 향하는데 탄핵하는 상소가 올라왔다. 윤휴의 죄목은 무례하게 대비를 단속하라고 나섰던 점, 복선군 형제와 친분이 돈독하고 도체찰사의 복설을 주장했던 점, 부체찰사의 차출 때 자신이 임명되지 않자 왕 앞에서 현저하게 불쾌한 기색을 나타내었다는 점 등이 지적되었다.
물증없이 여러 혐의들이 복합되어 의금부에 끌려가 국문을 받았으나 그는 두 차례 형신에도 굴하지 않았다. 숙종은 그에게 5월 14일 다시 유배지인 갑산으로 내려가 위리안치(울타리를 쳐놓고 밖에 못나오게 하는 형벌)하라는 명령을 내렸으나 다음날 다시 사사하라는 명을 내렸다.
사약을 받자 윤휴는 "나라에서  유학자를 쓰기 싫으면 안쓰면 될 것이지 죽일 필요까지 있는가"라고 항변했다. 윤선도(尹善道)에게 사후 내려진 증직과 시호도 함께 추탈당하였다.
허목은 1675년(숙종 즉위년) 숙종의 즉위 초 송시열을 비난하는 과정에서 '기해예송 때 송시열이 효종을 가짜 왕으로 생각하고 1년복을 주장했다.' 고 말했다. 이때 서인은 그의 발언 중 '송시열이 효종을 가짜왕으로 생각했다'는 구절은 오히려 허목이 효종을 모독하는 것이라며 끈질기게 물고 늘어졌다. 허목은 사형은 모면하였지만, 죄인으로 몰려 삭탈관직되고 문외출송령이 떨어져 도성에서 추방되었다. 도성에서 추방된 허목은 경기도 연천군에 체류하다가 2년 만에 죽는다. 이로써 남인은 완전히 몰락하게 된다. 이 사건 이후 숙종은 환국을 단행한다.(경신환국)

## 사후
허견의 옥사 이후에도 경신환국이 단행되었으나, 김석주와 김익훈은 남인을 몰살시킬 목적으로 허새의 옥사를 날조한다. 숙종은 이런 식으로 해서 왕권을 강화, 안정화시켰다.

## 기타
허적의 서자 허견은 평소 싸움이 잦았는데, 민가에 행패를 부리거나 반상 신분을 가리지 않고 시비거리가 생기기도 했다. 자신의 처형과 크게 싸우고 처형의 이빨을 부러뜨린 일이 있었는데, 그의 처형은 청풍부원군 김우명의 첩이자 대비인 명성왕후 김씨의 서모였다.
천민이지만 국왕의 외할아버지의 첩이고, 대왕대비의 서모인 이를 구타하였다는 점 때문에 비난의 대상이 되었지만 숙종은 허견의 고신을 강등시키는 것으로 사태를 수습해두고 있었다.
또한 김우명에 의해 복창군, 복평군 등의 역모 고변이 있었으나 김우명의 무고로 밝혀지면서 조야는 김우명을 처벌하라는 여론이 나왔고, 김우명의 처벌이 확실시되자 대비 명성왕후가 정청에 나타나 통곡을 하는 일이 발생했다. 이때 윤휴는 여인이 정치에 관여해서는 안 된다며 왕에게 대비를 조관하라고 건의했다. 그러나 대비를 조관하라는 발언에 숙종의 비위가 상하게 된다.
허견과 윤휴에 대한 왕의 미움 역시 복합적으로 작용하게 된다.

## 같이 보기
| - 경신환국 - 기사환국 - 갑술환국 - 홍수의 변 - 허적 - 윤휴 - 윤선도 - 허목 - 김익훈 - 김석주 - 송시열 | - 희빈 장씨 - 인현왕후 - 숙빈 최씨 - 김수항 - 민정중 - 민유중 - 민암 - 민종도 - 민장도 - 김태일 - 한중혁 - 이서우 | - 김만기 - 김태일 - 장희재 - 김춘택 |